# Альмзе
А́льмзе (нем. Almsee) — озеро, расположенное в Верхней Австрии, в Альпах, у северной оконечности горного массива Тотес-Гебирге.

## Описание
Озеро лежит на высоте 589 метров над уровнем моря, в 14 километрах к югу от Грюнау. Из озера вытекает река Альм, принадлежащая к бассейну Дуная. Объём воды в озере составляет около 2,1 млн м³, площадь его поверхности — 0,85 км², а максимальная глубина — 5 м.
Из-за относительно низкой температуры воды, купание в озере ограничено. Тем не менее, прилегающая территория используется для пеших прогулок.